# Psammotettix attenuens
Psammotettix attenuens är en insektsart som beskrevs av Delong och Davidson 1935. Psammotettix attenuens ingår i släktet Psammotettix och familjen dvärgstritar. Inga underarter finns listade i Catalogue of Life.